# Gesa Hoppe

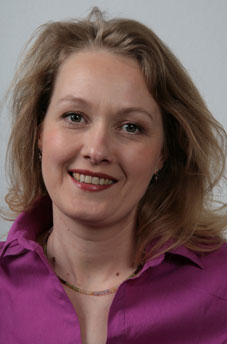
Gesa Hoppe, 2008

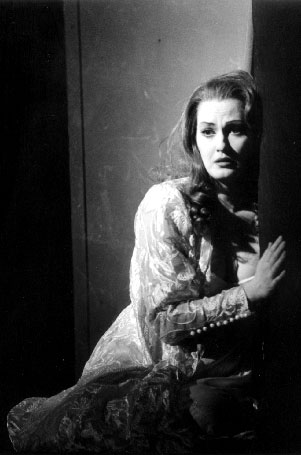
Gesa Hoppe in Deidamia, 1998

Gesa Hoppe (* in Kiel) ist eine deutsche Opernsängerin (Sopran).

## Leben
Gesa Hoppe wuchs in einer Kieler Pastoren- und Kirchenmusikerfamilie auf und begann früh, als Blockflötistin und als Sängerin aufzutreten. Hoppe studierte zunächst Musikpädagogik an der Staatlichen Hochschule für Musik in Detmold (Mechthild Böhme). An der Staatlichen Hochschule für Musik in Karlsruhe (Maria Venuti) belegte sie die Liedklasse von Hartmut Höll und die Opernklasse von Renate Ackermann sowie Meisterkurse und ergänzte ihre Ausbildung. Preise beim Paula-Lindberg-Salomon-Wettbewerb „Das Lied“ und beim Bundeswettbewerb Gesang folgten.
Hoppe war von 1997 bis 2004 festes Ensemblemitglied am Theater Hagen und am Stadttheater Bern. Ihr Fokus liegt auf französischen, deutschen und englischen Partien wie Micaela, Marie in Die verkaufte Braut sowie Mozart-Rollen wie Fiordiligi und Pamina, Händel-Rollen wie die Titelpartien in Deidamia und Alcina und deren Zeitgenossen. Sie gastiert in Opernproduktionen und als Konzertsängerin in ganz Europa und arbeitete mit so bekannten Partnern wie Claudio Abbado und Péter Eötvös.
Seit 2004 lebt Gesa Hoppe als freischaffende Sängerin in Berlin und hat sie sich zunehmend als Interpretin zeitgenössischer Musik einen Namen gemacht. Sie ist verheiratet und hat einen Sohn.

## Gastspiele
Gesa Hoppe gastierte u. a. an der Staatsoper Berlin, in Lübeck, in Hannover, in Karlsruhe bei den Händel-Festspielen als Theodora, in Mannheim, in Barcelona als Ilia und in Zürich.
Im Juni 2007 sang sie die Uraufführung der Kammeroper Spoorlos bei den Operadagen Rotterdam, die Peter-Jan Wagemans eigens für sie geschrieben hat. 2007 debütierte Gesa Hoppe im Concertgebouw Amsterdam mit der Hauptrolle in Legende (UA) von Peter-Jan Wagemans. Es folgte im Rahmen des Festivals „Medeamorphosen“ der Radialsstiftung Berlin in Zusammenarbeit mit der Staatsoper Berlin die Titelrolle in der Uraufführung von Medea. Stimmen, einer Kammeroper von Frank Schwemmer und Christa Wolf. 2010 trat Gesa Hoppe in der Uraufführung des Oratoriums Hinter der Mauer zum 20. Jahrestag des Mauerfalls mit dem RIAS-Kammerchor und der musikFabrik unter der Leitung von Hans-Christoph Rademann in Deutschland und Israel auf. Im Juni 2010 trat sie in der Opernuraufführung von A Dog’s Heart von Alexander Raskatow an der Nederlandse Opera auf.
Hoppe sang u. a. Mrs. P in der Kammeroper The Man who mistook his wife for a hat von Michael Nyman beim Michael Nyman Festival in Groningen sowie in Medea von Pascal Dusapin beim International Arts Festival am Melbourne State Theatre.
Darüber hinaus singt Gesa Hoppe ein breit gefächertes Konzertprogramm von Barock bis zu zeitgenössischer Musik und gibt viele Liederabende in ganz Europa (Berliner Philharmonie, Concertgebouw Amsterdam, Tonhalle Zürich, Auditorio Nacional de Musica Madrid, Teatro Lirico Giuseppe Verdi Trieste, Teatro Verdi Pisa, Jüdisches Museum Wien u. a. m.).
In der Spielzeit 2010/11 gastierte sie als Hanna Glawari in der Operette Die lustige Witwe am Stadttheater Gießen.

## Repertoire
Ihr Interesse erstreckt sich insbesondere auch auf die zeitgenössische Musik und die Zusammenarbeit mit Komponisten, die für sie schreiben, z. B. Peter-Jan Wagemans und Sidney Corbett. Hoppe tritt auch als Liedsängerin auf, vor allem in Zusammenarbeit mit ihrer ständigen Partnerin Felicitas Strack, und entwickelt eigene Programme.
An verschiedenen Fernseh-, Rundfunk- und CD-Produktionen war Gesa Hoppe beteiligt, beispielsweise an der Fernsehübertragung der Operette Der Graf von Luxemburg 2006 von den Seefestspielen Mörbisch in der Partie der Angèle Didier und bei der CD-Produktion des Oratoriums Gioas re di Giuda von Antonio Casimir Cartellieri mit Thomas Quasthoff.